# ケンタエリザベス3世
ケンタエリザベス3世（ケンタエリザベスさんせい、本名、宮内 建太（みやうち けんた）、1979年8月4日 - ）は、和歌山県出身のタレント、俳優。たけし軍団メンバー。
高野町立高野山中学校、和歌山県立伊都高等学校卒業。

## 来歴
- 高校時代は野球部に所属し、甲子園出場経験あり。
- 20歳の時に上京し、ボギー吉村（前・庵。、現在コンビ解散しピンで活動）と出会い、2000年にお笑いコンビ「侍ピーターパン」を結成して、太田プロダクションの預かりでデビュー。しかし、のちに解散。
- デビューして二年目で、テレビ東京の人気番組出動!ミニスカポリスの準レギュラーになる。
- 2003年、オフィス北野のマネージャーの勧めで、同事務所およびたけし軍団入り。
- 芸名「ケンタエリザベス3世」の名付け親は師匠のビートたけし。ビートたけし曰く、芸名の由来は「ケンタエリザベス3世、無銭飲食で捕まる。」という見出しが出るのを期待して付けたとの事。
- 2006年、番組の企画で、同じオフィス北野のゾマホンの母国ベナン共和国の子供達にサッカーのユニフォームを配ったり、小学校を訪れ、ベナン共和国親善大使に任命される。
  - 2010年、「アウトレイジ」に出演し、同映画の監督であり師匠の北野武から高評価を得る。
  - 2011年、軍団内で大変仲が良かった鳩山来留夫とコンビ「ヤチョウの会」を結成するが、2018年に、師匠のビートたけしのオフィス北野からの独立を受け、解散しオフィス北野を一時退所。
  - 事実上、ビートたけしの正式な最後の弟子で、付き人となる。
  - ビートたけしの付き人を務めた経緯を持ち、主にラジオや舞台やイベントの司会などの、芸能活動を関西を中心にしている。

## 人物・エピソード
- 甲子園にも出場したほどの野球の実力の持ち主。また大の阪神タイガースファンである。ポジションは投手、捕手、内野手全般。
  - 2000年、古豪として有名なビートたけし率いる野球チーム「たけし軍団野球部」に入団。1年目からレギュラーで同チームのキャプテンとして活躍していた。
  - 軍団野球の他に芸人ばかりで結成されているGリーグ（芸人リーグ）にもたけし軍団代表で参加。主な対戦チームは、ドカベンの著者でもある水島新司監督率いる「BOTTS」、東日本3位経験もある強豪、元・極楽とんぼの山本圭壱監督が率いる「神様」、俳優の萩原聖人監督率いる「MAX」など。
  - 鮫島パークスにも所属し、チームメイトにはサンドウィッチマン、U字工事、360°モンキーズの杉浦双亮らがいる。
  - 特技は、タップダンス。師匠のたけしと共に、7年間もの間、日本を代表するトップタップダンサーのHIDEBOHに週に4日ほど教えを受け、舞台に何度も出演を果たしている。
- 好きなものは、お酒と激辛料理とハンバーグ。
- 嫌いなものは、甘いもの。理由は、「甘いものを食べると歯が痛くなる。」という子供みたいな理由である。
- 芸人のみならず、音楽関係や他ジャンルの芸能人との交流が広い。
- 自身の芸能界での理想のポジションは、同じ事務所の先輩でもあるガダルカナル・タカで「最上級のさわやかなヨゴレ」を目指しているとの事。
- 自身のブログやツイッターが、意外な人気を得ている。
- 和歌山県の普及大使を務めている。

## 主な出演番組
- 炎の体育会TV（TBS）
- あらびき団（TBS）
- ビートたけしのもう1回だけ見ちゃいけないTV（TBS）
- たけしのコマネチ大学数学科（フジテレビ）
- 北野タレント名鑑（フジテレビ）
- ビートたけしのTVタックル（テレビ朝日）
- たけしの等々力ベース（BSフジ）
- たけスポ（テレビ朝日）
- たけしの朝ズラッ!（テレビ朝日）
- やりすぎコージー（テレビ東京）
- たけしの誰でもピカソ（テレビ東京）
- 出動!ミニスカポリス（テレビ東京）
- 石田純一恋愛病棟24時（スカイパーフェクトTV!）
- 終戦ドラマSP 歸國（TBS）
- たけしが鶴瓶に今年中に話しておきたい5〜6個のこと（TBS）

## 映画
- アキレスと亀（2008年、北野武監督）
- アウトレイジ（2010年、北野武監督）- ラーメン屋の店員 役
- 猫ラーメン大将（2008年、河崎実監督）
- 龍三と七人の子分たち（2015年、北野武監督 ワーナー・ブラザース映画）- 焼き鳥屋の店員 役

## 舞台
- 早乙女太一 新春特別公演(品川プリンスホテル・クラブeX)
- 早乙女太一 新春特別講演「わらべうた」(青山劇場 supported by深呼吸倶楽部)

## ラジオ
- 伊集院光 日曜日の秘密基地